# 奥里韦拉德尔特雷梅达尔
奥里韦拉德尔特雷梅达尔，是西班牙阿拉贡自治区特鲁埃尔省的一个市镇。总面积71平方公里，总人口604人（2001年），人口密度9人/平方公里。